# You Will Never Work in Television Again
You Will Never Work in Television Again è il primo singolo del Gruppo post-punk e art rock inglese The Smile estratto dall'album A Light for Attracting Attention. Il singolo è stato pubblicato il 5 gennaio 2022. The Smile hanno suonato per la prima volta la canzone al Festival di Glastonbury del 2021 nella diretta "Live at Worthy Farm"

## Critica
Qualche commento comparava "You Will Never Work in Television Again" al gruppo principale di Thom Yorke e Jonny Greenwood "Radiohead". Tyler Golsen di Far Out Magazine gli ha dato un 8.3/10, chiamandola "un rocker solido e potente che permette ai ragazzi dei Radiohead di scatenarsi e scatenarsi per la prima volta dopo tanto tempo". Lo scrittore di National Public Radio "Brian Burns"scrive che gli piacciono le parti Post-punk che ricordano i Mission of Burma ed i Swell Maps. Mentre lo scrittore di Guitar World "Jackson Maxwell" li compara ai Sonic Youth

## Video musicale
Il gruppo ha realizzato il "Lyric Video" lo stesso giorno dell'uscita del singolo, diretto da Duncan Loudon. Il video fa vedere il testo della canzone che scorre su un teleprompter. Far Out Magazine ha descritto il video come "inquietante".

## Formazione
Gruppo
- Thom Yorke - voce e chitarra
- Jonny Greenwood - chitarra e basso
- Tom Skinner - batteria

Produzione
- Nigel Godrich - produzione